# Маркеєвська сільська рада
Маркеєвська сільська́ ра́да — адміністративно-територіальна одиниця та орган місцевого самоврядування в Чаплинському районі Херсонської області. Адміністративний центр — селище Маркеєв.

## Загальні відомості
Маркеєвська сільська рада утворена в 1900 році.
- Територія ради: 60 км²
- Населення ради: 783 особи (станом на 2001 рік)

## Населені пункти
Сільській раді підпорядковані населені пункти:
- с-ще Маркеєв

## Склад ради
Рада складалася з 12 депутатів та голови.
- Голова ради: Сафар Світлана Миколаївна
- Секретар ради: Булан Сніжана Михайлівна

### Керівний склад попередніх скликань
| Прізвище, ім'я, по батькові     | Основні відомості                                                         | Дата обрання | Дата звільнення |
| ------------------------------- | ------------------------------------------------------------------------- | ------------ | --------------- |
| Антонюк Микола Васильович       | Сільський голова, 1949 року народження, член Народної партії              | 26.03.2006   | 09.11.2009      |
| Обелець Галина Степанівна       | Сільський голова, 1954 року народження, член Партії регіонів              | 20.06.2010   | 31.10.2010      |
| Горчакова Світлана Вячеславівна | Сільський голова, 1976 року народження, освіта вища, член Партії регіонів | 31.10.2010   | 14.08.2012      |
| Сафар Світлана Миколаївна       | Сільський голова, 1965 року народження, освіта вища, член Партії регіонів | 02.06.2013   |                 |

Примітка: таблиця складена за даними сайту Верховної Ради України

### Депутати
За результатами місцевих виборів 2010 року депутатами ради стали:

#### За суб'єктами висування
| Суб'єкт висування                                       | Кількість обраних депутатів | %    |
| ------------------------------------------------------- | --------------------------- | ---- |
| Комуністична партія України                             | 5                           | 41,7 |
| Партія регіонів                                         | 4                           | 33,3 |
| Політична партія Всеукраїнське об'єднання «Батьківщина» | 2                           | 16,7 |
| Самовисування                                           | 1                           | 8,3  |

#### За округами
| № округу                                                | Прізвище, ім'я, по батькові    | Дата визнання обраним | Освіта             | Партійна приналежність                        | Відомості про обраного депутата                                  |
| ------------------------------------------------------- | ------------------------------ | --------------------- | ------------------ | --------------------------------------------- | ---------------------------------------------------------------- |
| Комуністична партія України                             |                                |                       |                    |                                               |                                                                  |
| 2                                                       | Данілевич Валентина Миколаївна | 01.11.2010            | середня            | позапартійна                                  | Маркеєвська загальноосвітня школа I-III ст., технічний працівник |
| 3                                                       | Муштатова Євдокія Вікторівна   | 01.11.2010            | середня спеціальна | позапартійна                                  | Маркеєвська загальноосвітня школа I-III ст., медичний працівник  |
| 4                                                       | Брант Любов Давидівна          | 01.11.2010            | вища               | член Комуністичної партії України             | Маркеєвська сільська рада, начальник опорного пункту             |
| 7                                                       | Афошина Лариса Миколаївна      | 01.11.2010            | вища               | позапартійна                                  | Маркеєвська загальноосвітня школа I-III ст., директор            |
| 12                                                      | Пеленьо Раіса Миколаївна       | 01.11.2010            | вища               | позапартійна                                  | Маркеєвська загальноосвітня школа I-III ст., вчитель             |
| Партія регіонів                                         |                                |                       |                    |                                               |                                                                  |
| 5                                                       | Ряднов Митрофан Юхимович       | 01.11.2010            | вища               | член Партії регіонів                          | ДПДГ Маркеєво, охоронець                                         |
| 8                                                       | Дутка Валентина Станіславівна  | 04.08.2013            | середня спеціальна | член Партії регіонів                          | Каховська ДСП, бухгалтер                                         |
| 9                                                       | Прибильська Світлана Борисівна | 01.11.2010            | середня спеціальна | член Партії регіонів                          | Маркеєвський фельдшерсько-акушерський пункт, медичний працівник  |
| 11                                                      | Аніканова Галина Василівна     | 01.11.2010            | середня            | член Партії регіонів                          | приватне підприємство, найманий працівник                        |
| Політична партія Всеукраїнське об'єднання «Батьківщина» |                                |                       |                    |                                               |                                                                  |
| 1                                                       | Булан Сніжана Михайлівна       | 01.11.2010            | середня спеціальна | член Всеукраїнського об'єднання «Батьківщина» | тимчасово не працює                                              |
| 10                                                      | Сташук Ольга Михайлівна        | 01.11.2010            | середня спеціальна | позапартійна                                  | Маркеєвський дитячий садок, кухар                                |
| Самовисування                                           |                                |                       |                    |                                               |                                                                  |
| 6                                                       | Обелець Галина Степанівна      | 29.10.2012            | середня спеціальна | позапартійна                                  | пенсіонер                                                        |

## Населення
Згідно з переписом УРСР 1989 року чисельність наявного населення сільської ради становила 748 осіб, з яких 385 чоловіків та 363 жінки.
За переписом населення України 2001 року в сільській раді мешкала 781 особа.

### Мова
Розподіл населення за рідною мовою за даними перепису 2001 року:
| Мова       | Відсоток |
| ---------- | -------- |
| українська | 83,01 %  |
| російська  | 15,07 %  |
| молдовська | 1,28 %   |
| білоруська | 0,26 %   |
| інші       | 0,38 %   |